# アゼム・マクスタイ
アゼム・マクスタイ（Azem Maksutaj、1975年7月8日 - ）は、スイス国籍の男性キックボクサー。生まれはコソボで、民族的にはアルバニア人である。ウイングタイジム所属。バックボーンはムエタイ。元WAKO PRO世界クルーザー級王者。元WKA世界クルーザー級王者。
元々は中量級のファイターだったが、現在はヘビー級で活躍している。
倒されても何度でも立ち上がる不屈の闘志の持ったファイター。

## 来歴
2003年6月29日、K-1 BEAST II 2003で初来日し、「ビースト軍団VSジャパン軍団5対5マッチ」の次鋒戦として子安慎悟と対戦。1ダウンずつを奪い合ったが、バッティングの減点もあり判定負け。
2005年8月13日、K-1 WORLD GP 2005 in LAS VEGAS IIの世界最終予選に出場。1回戦でマイケル・マクドナルドと対戦し判定勝ち。準決勝でルスラン・カラエフに判定負け。

## 戦績
| キックボクシング 戦績 | キックボクシング 戦績 | キックボクシング 戦績 | キックボクシング 戦績 | キックボクシング 戦績 | キックボクシング 戦績 | キックボクシング 戦績 |
| --------------------- | --------------------- | --------------------- | --------------------- | --------------------- | --------------------- | --------------------- |
| 77 試合               | (T)KO                 | 判定                  | その他                | 引き分け              | 無効試合              |                       |
| 59 勝                 | 50                    |                       |                       | 1                     | 0                     |                       |
| 17 敗                 |                       |                       |                       | 1                     | 0                     |                       |

| 勝敗 | 対戦相手                   | 試合結果                                 | 大会名                                                    | 開催年月日    |
| ○    | ドマジョフ・オスタジック   | 反則失格（倒れた相手への攻撃）           | Obračun u Ringu 8                                         | 2008年5月11日 |
| ×    | タイロン・スポーン         | 2R 0:45 TKO（タオル投入）                | K-1 WORLD GP 2008 IN AMSTERDAM 【スーパーファイト】       | 2008年4月27日 |
| ○    | エルハン・デニス           | 3R終了 判定                              | NOC BOJOVNIKOV 4                                          | 2007年9月7日  |
| ×    | ガオグライ・ゲーンノラシン | 3R+延長R終了 判定                        | K-1 Rules Heavyweight Tournament in Turkey 【1回戦】      | 2007年1月13日 |
| ×    | レイ・セフォー             | 3R 2:02 TKO（バックスピンキック）        | K-1 WORLD GP 2006 in LAS VEGAS II                         | 2006年8月12日 |
| ×    | ルスラン・カラエフ         | 3R終了 判定0-3                           | K-1 WORLD GP 2005 in LAS VEGAS II 【世界最終予選 準決勝】 | 2005年8月13日 |
| ○    | マイケル・マクドナルド     | 3R終了 判定3-0                           | K-1 WORLD GP 2005 in LAS VEGAS II 【世界最終予選 1回戦】  | 2005年8月13日 |
| ×    | マイケル・マクドナルド     | 延長R終了 判定0-2                        | K-1 Fighting Network K-1 SCANDINAMA 2005                  | 2005年5月21日 |
| ×    | アジス・カトゥー           | 3R終了 判定1-2                           | K-1 WORLD GP 2004 in Marseilles                           | 2004年1月23日 |
| ×    | 子安慎悟                   | 3R終了 判定0-3                           | K-1 BEAST II 2003                                         | 2003年6月29日 |
| ×    | ラリー・リンドウォール     | 3R終了 判定                              | K-1 WORLD GP 2003 in Basel 【1回戦】                      | 2003年5月30日 |
| ×    | グレゴリー・トニー         | 3R終了 判定0-3                           | K-1 WORLD GP 2003 世界地区予選 フランス大会 【決勝】      | 2003年1月24日 |
| ○    | ミロス・コプタク           | 3R終了 判定3-0                           | K-1 WORLD GP 2003 世界地区予選 フランス大会 【準決勝】    | 2003年1月24日 |
| ○    | ロブ・ロイド               | 1R 2:03 KO                               | K-1 WORLD GP 2003 世界地区予選 フランス大会 【1回戦】     | 2003年1月24日 |
| ×    | グレゴリー・トニー         | 5R終了 判定0-2                           | K-1 WORLD GP 2002 in Paris                                | 2002年5月25日 |
| ×    | グレゴリー・トニー         | 3R終了 判定                              | K-1 WORLD GP 2002 世界地区予選マルセイユ大会 【決勝】     | 2002年1月25日 |
| ○    | フェレンク・ガツタニー     | 1R 0:59 KO                               | K-1 WORLD GP 2002 世界地区予選マルセイユ大会 【準決勝】   | 2002年1月25日 |
| ○    | アブデル・ラミディ         | 1R 1:15 KO                               | K-1 WORLD GP 2002 世界地区予選マルセイユ大会 【1回戦】    | 2002年1月25日 |
| ○    | フェイサル・レディング     | 2R TKO                                   | K-1 Fight Night 2000                                      | 2000年6月3日  |
| ○    | ウィンストン・ウォーカー   | 3R 2:04 TKO（パンチ連打、3ノックダウン） | K-1 FIGHT NIGHT 1999                                      | 1999年6月5日  |
| ×    | 金泰泳                     | 5R終了 判定0-3                           | K-1 FIGHT NIGHT II                                        | 1996年6月2日  |

## 獲得タイトル
- WPKL世界クルーザー級王座（1999年）
- WAKO PRO世界クルーザー級王座（1999年）
- WKA世界クルーザー級王座（1999年）
- WMTA世界ヘビー級王座（2001年）
- WPKC世界ヘビー級王座（2001年）